# Верховье (Бешенковичский район)
Верхо́вье (бел. Вярхоўе) — агрогородок в Бешенковичском районе Витебской области Беларуси. Входит в состав Верховского сельсовета.

## География
Агрогородок находится на реке Свечанка в 11 км к юго-западу от городского посёлка Бешенковичи. Расстояние до областного центра — города Витебска — 62 км. Через Верховье проходит автомобильная дорога Р111.

## Население
В 1996 году в деревне проживало 833 человека. На 1 января 2022 года в Верховье насчитывалось 533 жителя.

## Социально-культурная сфера
В агрогородке расположены детский сад, фельдшерско-акушерский пункт, сельский дом культуры, сельская библиотека, физкультурно-оздоровительный комплекс. Есть отделение почтовой связи, несколько магазинов и торговых павильонов, а также бар.

## В начале XX века
По данным на 1905 год в Станиславовской волости Лепельского уезда Витебской губернии имелся погост Верховье, принадлежавший причту Свято-Троицкой православной церкви, располагавшейся здесь же. Погост находился в 1/4 версты от деревни Кутьки, где помещалось правление Станиславовской волости (ныне бывшая деревня часть агрогородка Верховье). В погосте, помимо церкви, было 2 двора и 10 жителей.
Примерно в 4 верстах к югу от погоста находилось имение Верховье, которое ранее именовалось Касперово (имение располагалось недалеко от современной деревни Черкасы Верховского сельсовета). В имении проживало 15 человек; в качестве владельца имения назван дворянин католического вероисповедания М. Щитт.
Все деревни Верховского сельского общества (Кутьки, Воскресенцы, Луг), как и деревни близлежащего Станиславовского сельского общества (Станиславовка, Оскеры, Щуки, Мошки) относились к Верховскому православному приходу. В свою очередь, имение Верховье было причислено к Бешенковичскому римско-католическому приходу.

## Памятные места
В Верховье находятся братская могила советских воинов и партизан, погибших в годы Великой Отечественной войны, и памятник землякам — участникам Великой Отечественной войны.
Около 1863 года в погосте Верховье Станиславовской волости Лепельского уезда Витебской губернии был построен православный храм Святой Троицы (ныне утраченный). В настоящее время в агрогородке действует восстановленный приход храма Святой Живоначальной Троицы, относящийся к Бешенковичскому благочинию Витебской епархии Белорусской православной церкви (временно размещён в передвижном храме-вагончике).